# La Couyère
La Couyère est une commune française située dans le département d'Ille-et-Vilaine en Région Bretagne.

## Géographie

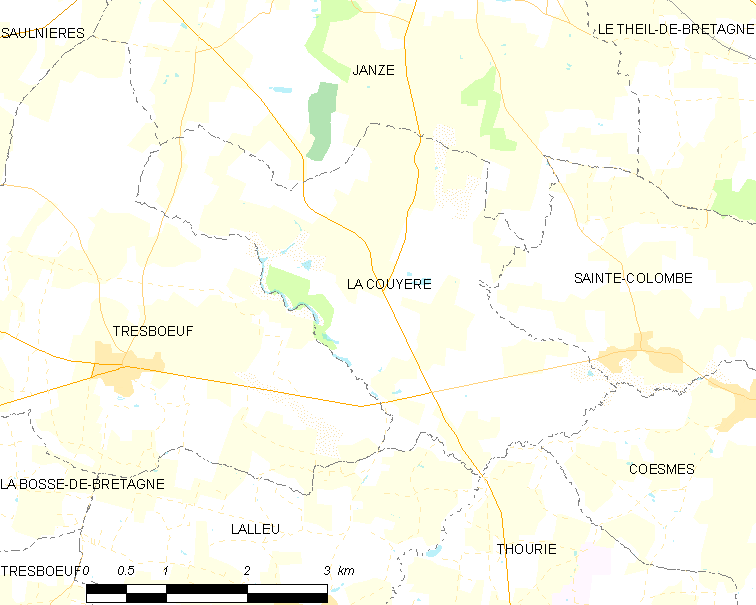
Carte de la commune.

|          | Janzé           |                |
| Tresbœuf | La Couyère      | Sainte-Colombe |
|          | Lalleu, Thourie | Coësmes        |

### Hydrographie
Pour un article plus général, voir Réseau hydrographique d'Ille-et-Vilaine.
La commune est située dans le bassin Loire-Bretagne. Elle est drainée par le Couyère, le Gadouilles, le ruisseau de la Ville ogé, le ruisseau des Orgeries et le ruisseau du Merquelande,,.
Le Couyère, d'une longueur de 14 km, prend sa source dans la commune de Janzé et se jette  dans le Semnon à Thourie, après avoir traversé cinq communes. 
Le Gadouilles, d'une longueur de 12 km, prend sa source dans la commune de Martigné-Ferchaud et se jette  dans le Couyère sur la commune, après avoir traversé cinq communes. 
Deux plans d'eau complètent le réseau hydrographique : l'étang de Barbotin, d'une superficie totale de 6,9 ha (3,66 ha sur la commune) et l'étang du Moulin Neuf, d'une superficie totale de 2,8 ha (1,41 ha sur la commune),.

### Climat
Pour des articles plus généraux, voir Climat de la Bretagne et Climat d'Ille-et-Vilaine.
En 2010, le climat de la commune est de type climat océanique altéré, selon une étude du CNRS s'appuyant sur une série de données couvrant la période 1971-2000. En 2020, Météo-France publie une typologie des climats de la France métropolitaine dans laquelle la commune est exposée à un climat océanique et est dans la région climatique  Bretagne orientale et méridionale, Pays nantais, Vendée, caractérisée par une faible pluviométrie en été et une bonne insolation. Parallèlement l'observatoire de l'environnement en Bretagne publie en 2020 un zonage climatique de la région Bretagne, s'appuyant sur des données de Météo-France de 2009. La commune est, selon ce zonage, dans la zone « Sud Est », avec des étés relativement chauds et ensoleillés.  
Pour la période 1971-2000, la température annuelle moyenne est de 11,5 °C, avec une amplitude thermique annuelle de 13,2 °C. Le cumul annuel moyen de précipitations est de 743 mm, avec 12,4 jours de précipitations en janvier et 6,6 jours en juillet. Pour la période 1991-2020, la température moyenne annuelle observée sur la station météorologique la plus proche, située sur la commune d'Arbrissel à 16 km à vol d'oiseau, est de 12,1 °C et le cumul annuel moyen de précipitations est de 718,7 mm,. Pour l'avenir, les paramètres climatiques de la commune estimés pour 2050 selon différents scénarios d'émission de gaz à effet de serre sont consultables sur un site dédié publié par Météo-France en novembre 2022.

## Urbanisme

### Typologie
Au 1er janvier 2024, La Couyère est catégorisée commune rurale à habitat très dispersé, selon la nouvelle grille communale de densité à sept niveaux définie par l'Insee en 2022.
Elle est située hors unité urbaine. Par ailleurs la commune fait partie de l'aire d'attraction de Rennes, dont elle est une commune de la couronne,. Cette aire, qui regroupe 183 communes, est catégorisée dans les aires de 700 000 habitants ou plus (hors Paris),.

### Occupation des sols
L'occupation des sols de la commune, telle qu'elle ressort de la base de données européenne d'occupation biophysique des sols Corine Land Cover (CLC), est marquée par l'importance des territoires agricoles (97,7 % en 2018), une proportion identique à celle de 1990 (97,7 %). La répartition détaillée en 2018 est la suivante : 
zones agricoles hétérogènes (49,3 %), terres arables (41,9 %), prairies (6,5 %), forêts (2,3 %). L'évolution de l'occupation des sols de la commune et de ses infrastructures peut être observée sur les différentes représentations cartographiques du territoire : la carte de Cassini (XVIIIe siècle), la carte d'état-major (1820-1866) et les cartes ou photos aériennes de l'IGN pour la période actuelle (1950 à aujourd'hui).

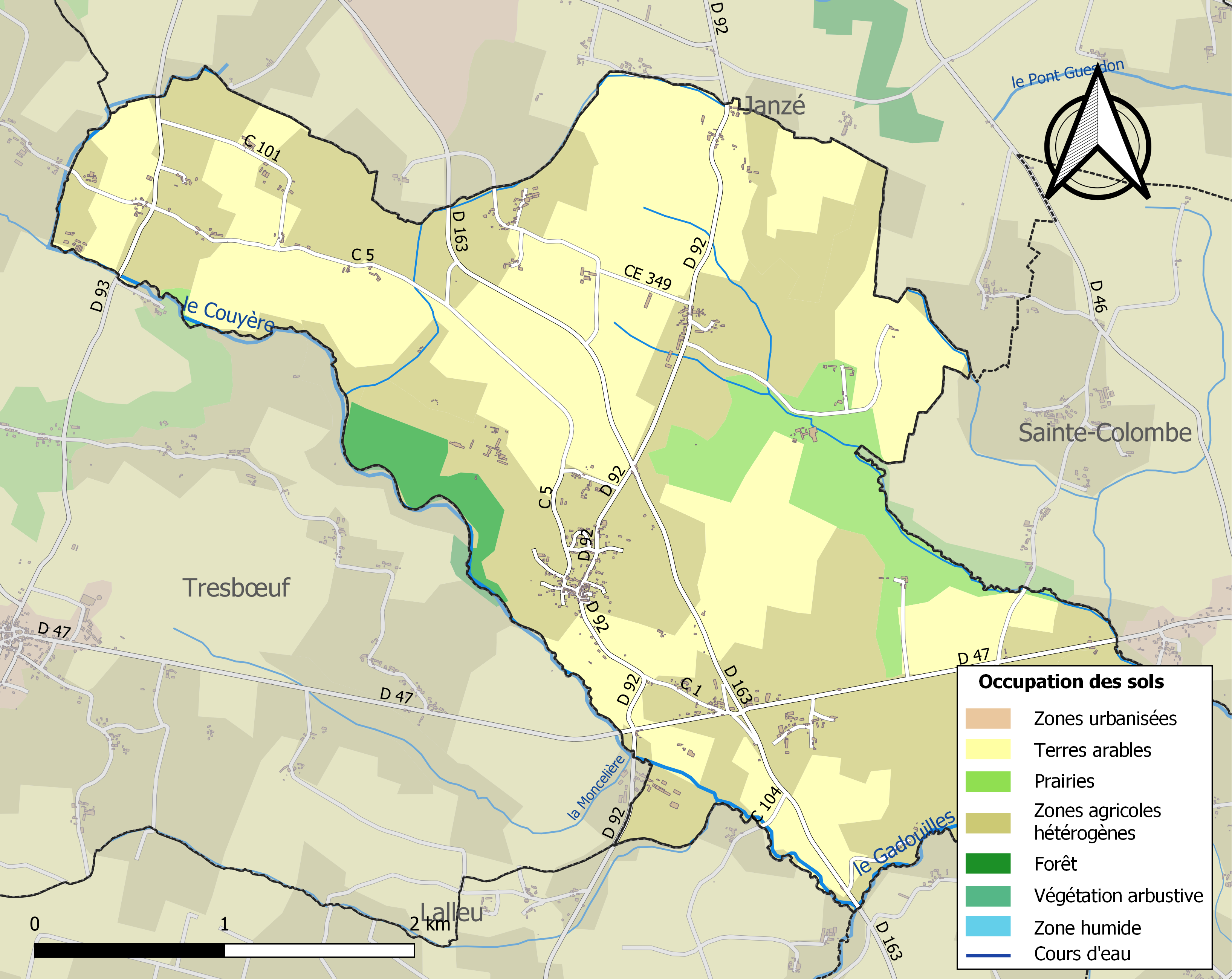
Carte des infrastructures et de l'occupation des sols de la commune en 2018 (CLC).

## Toponymie
Le nom de la localité est attesté sous la forme Coheria en 1240.

## Histoire
La première mention de la paroisse de La Couyère vient du XIIIe siècle, lorsqu'en 1240 Geoffroy de Pouencé, seigneur de la Guerche, dote sa fille Thomasse en la mariant à André, baron de Vitré. Le seigneur de La Guerche donne, entre autres choses, à sa fille tout ce qu'il possède dans le bourg et la paroisse de La Couyère "in burgo et parrochia de Coheria"
La Couyère était jadis divisée en quatre traits : le Bourg, la Tétardière, la Rimbergère et le Chahin. Le recteur, à la présentation de l'ordinaire, était grand décimateur dans sa paroisse, comme le prouve un long règlement arrêté en 1752 par le Parlement de Bretagne en faveur de la fabrique de La Couyère. Le rôle diocésain ms. de 1646 dit qu'à cette époque le recteur de La Couyère avait au moins 800 livres de rente. La paroisse de La Couyère dépendait autrefois de l'ancien évêché de Rennes. 

## Héraldique
| Blason de Couyère (La) | Blason  | D'azur à trois gerbes d'or.                      |
| Blason de Couyère (La) | Détails | Le statut officiel du blason reste à déterminer. |

## Politique et administration
| Période                                  | Période   | Identité           | Étiquette | Qualité          |
| ---------------------------------------- | --------- | ------------------ | --------- | ---------------- |
| mars 1983                                | juin 1995 | Jean Denis         |           |                  |
| juin 1995                                | mars 2014 | Constant Chedmail  |           | Agriculteur      |
| mars 2014                                | En cours  | Jacqueline Sollier |           | Manager de rayon |
| Les données manquantes sont à compléter. |           |                    |           |                  |

## Démographie
L'évolution du nombre d'habitants est connue à travers les recensements de la population effectués dans la commune depuis 1793. Pour les communes de moins de 10 000 habitants, une enquête de recensement portant sur toute la population est réalisée tous les cinq ans, les populations de référence des années intermédiaires étant quant à elles estimées par interpolation ou extrapolation. Pour la commune, le premier recensement exhaustif entrant dans le cadre du nouveau dispositif a été réalisé en 2008.

En 2022, la commune comptait 447 habitants, en évolution de −9,7 % par rapport à 2016 (Ille-et-Vilaine : +5,46 %, France hors Mayotte : +2,11 %).
| 1793 | 1800 | 1806 | 1821 | 1831 | 1836 | 1841 | 1846 | 1851 |
| ---- | ---- | ---- | ---- | ---- | ---- | ---- | ---- | ---- |
| 600  | 556  | 687  | 690  | 707  | 721  | 751  | 756  | 709  |

| 1856 | 1861 | 1866 | 1872 | 1876 | 1881 | 1886 | 1891 | 1896 |
| ---- | ---- | ---- | ---- | ---- | ---- | ---- | ---- | ---- |
| 677  | 717  | 762  | 770  | 803  | 835  | 832  | 796  | 793  |

| 1901 | 1906 | 1911 | 1921 | 1926 | 1931 | 1936 | 1946 | 1954 |
| ---- | ---- | ---- | ---- | ---- | ---- | ---- | ---- | ---- |
| 731  | 736  | 712  | 573  | 563  | 564  | 500  | 524  | 549  |

| 1962 | 1968 | 1975 | 1982 | 1990 | 1999 | 2006 | 2008 | 2013 |
| ---- | ---- | ---- | ---- | ---- | ---- | ---- | ---- | ---- |
| 487  | 472  | 437  | 383  | 360  | 350  | 453  | 483  | 508  |

| 2018 | 2022 | - | - | - | - | - | - | - |
| ---- | ---- | - | - | - | - | - | - | - |
| 462  | 447  | - | - | - | - | - | - | - |

## Lieux et monuments

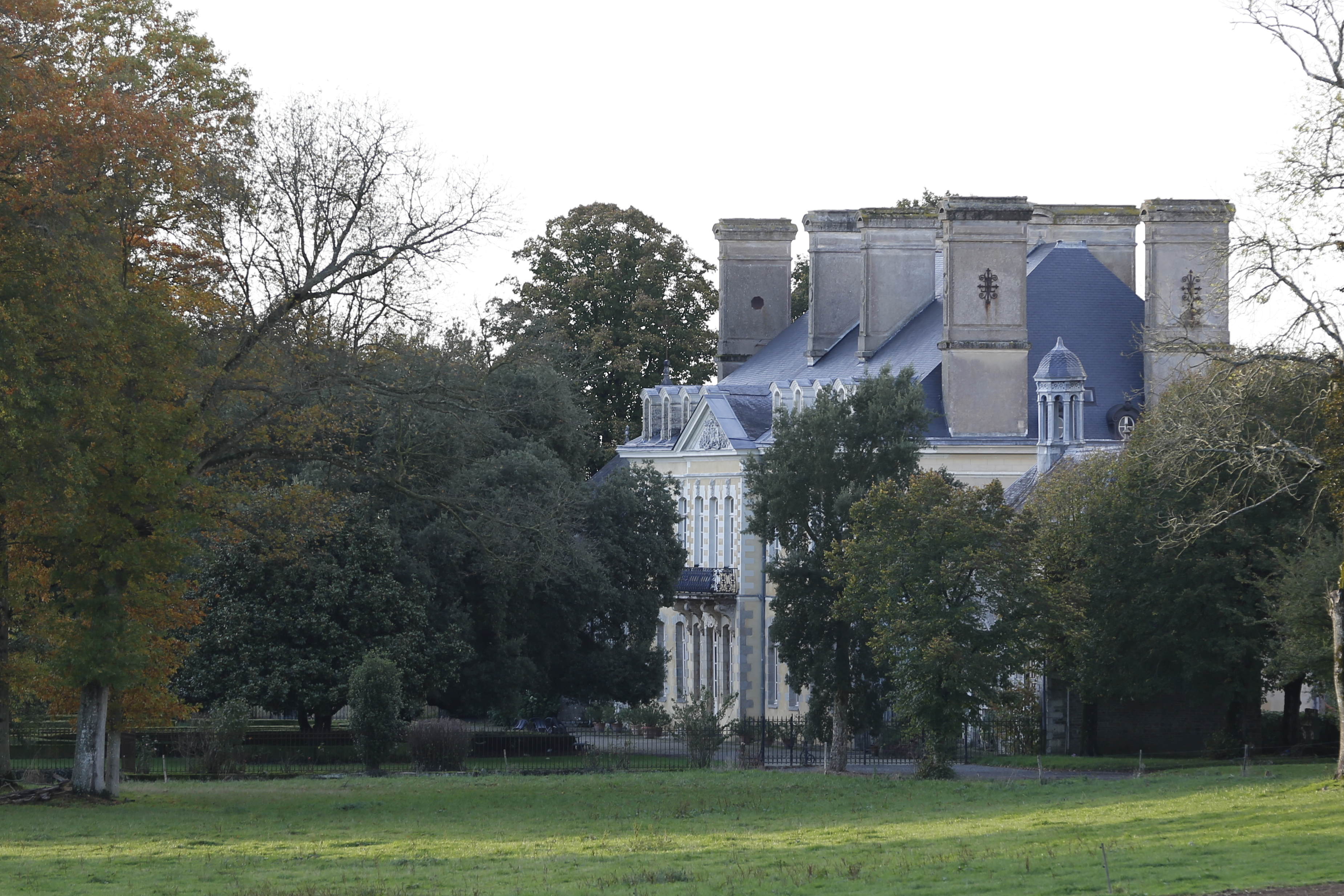
Château du Plessix

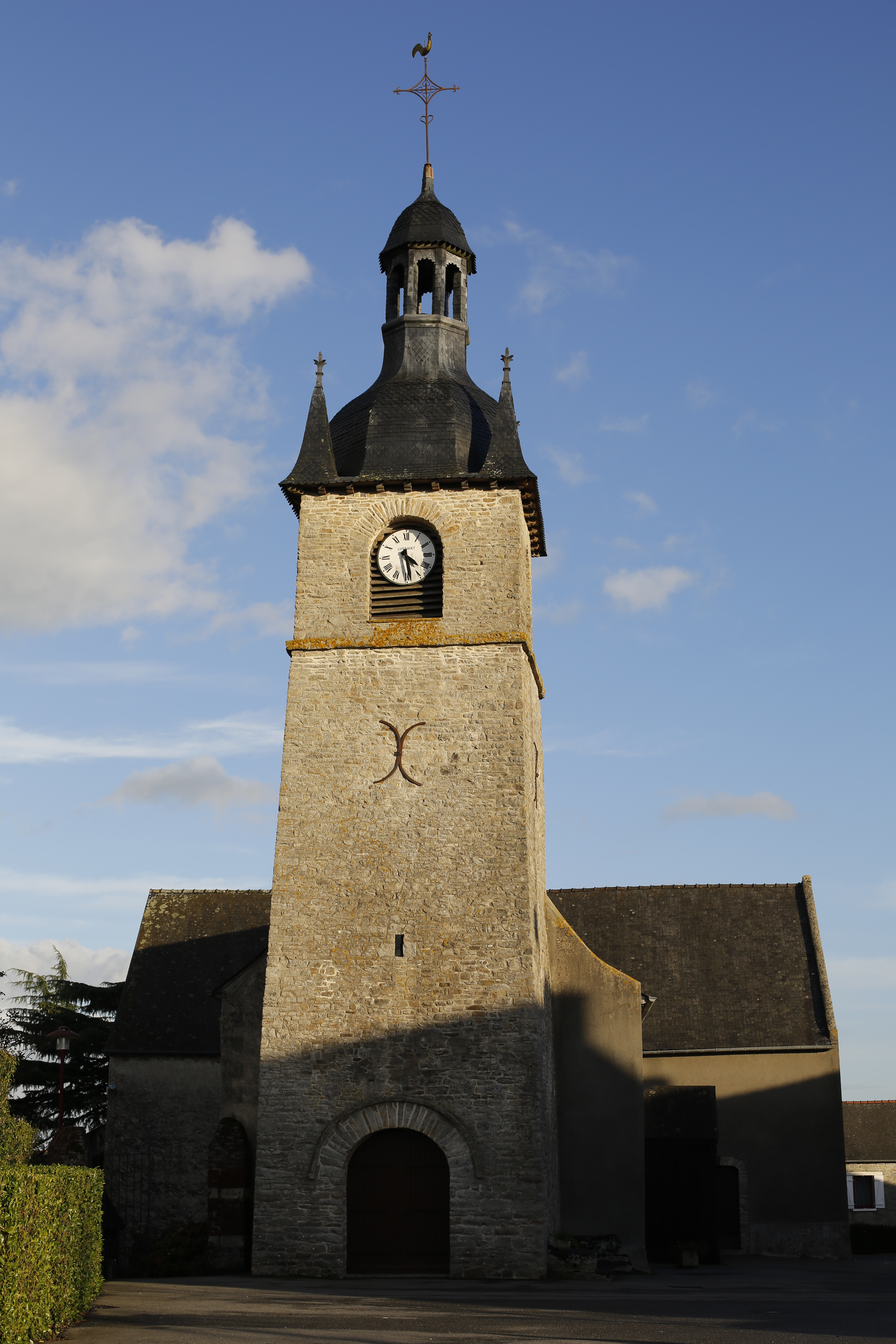
Église Notre-Dame.

- Le château du Plessix, est construit en 1724 par Gilles Gardinier, seigneur du Bois-Hamon. Il fut ensuite la demeure de la famille de Langle, qui donna plusieurs présidents au parlement de Bretagne. Le château se compose d'un corps de logis central, flanqué de deux ailes faisant saillie vers le sud. Le bâtiment se prolonge sur la gauche par une orangerie et sur la droite par une petite chapelle à clocheton. La façade sud, sommée de frontons curvilignes sculptés de trophées, donne sur une esplanade recouverte de gravier et offre une vue sur des bois parsemés d'étangs. Ce château est entouré d'un parc de 52 hectares qui a été remanié dans les années 1860. Le site a été inscrit monument historique par arrêtés du 31 janvier 1962 et du 19 novembre 1992[26].
- Le Manoir du Bois-Hamon
- Le Manoir de La Ville Ogé
- L'église Notre-Dame de La Couyère[27].
- Le Centre d'Astronomie de la Couyère[28] dispose d'un planétarium numérique et de nombreux instruments d'observation, il est ouvert au public une fois par mois. Au sud de l'agglomération rennaise, il bénéficie d'un ciel épargné par la pollution lumineuse.